# Кожоч
Кожоч (рум. Cojoci) — село у повіті Сучава в Румунії. Входить до складу комуни Круча.
Село розташоване на відстані 329 км на північ від Бухареста, 59 км на південний захід від Сучави.

## Населення
За даними перепису населення 2002 року у селі проживали 263 особи, з них 262 особи (99,6%) румунів. Усі жителі села рідною мовою назвали румунську.